# هيو أمبروز
هيو أمبروز (بالإنجليزية: Hugh Ambrose)‏ هو مؤرخ أمريكي، ولد في 12 أغسطس 1966 في بالتيمور في الولايات المتحدة، وتوفي في 23 مايو 2015 في هيلينا في الولايات المتحدة بسبب سرطان.